# Tercera Croada
La Tercera Croada començà el 1189 i acabà el 1192; fou un seguit d'expedicions comandades per l'emperador alemany Frederic I del Sacre Imperi Romanogermànic, el rei francès Felip II i el rei Ricard I d'Anglaterra Cor de Lleó, els quals pretenien reconquerir Jerusalem, que havia caigut en mans del soldà Saladí després de la batalla de les Banyes de Hattin. Va aconseguir la consolidació d'un Regne de Jerusalem més restringit, amb capital a Acre i el dret de pas dels cristians als llocs sants.

## Context

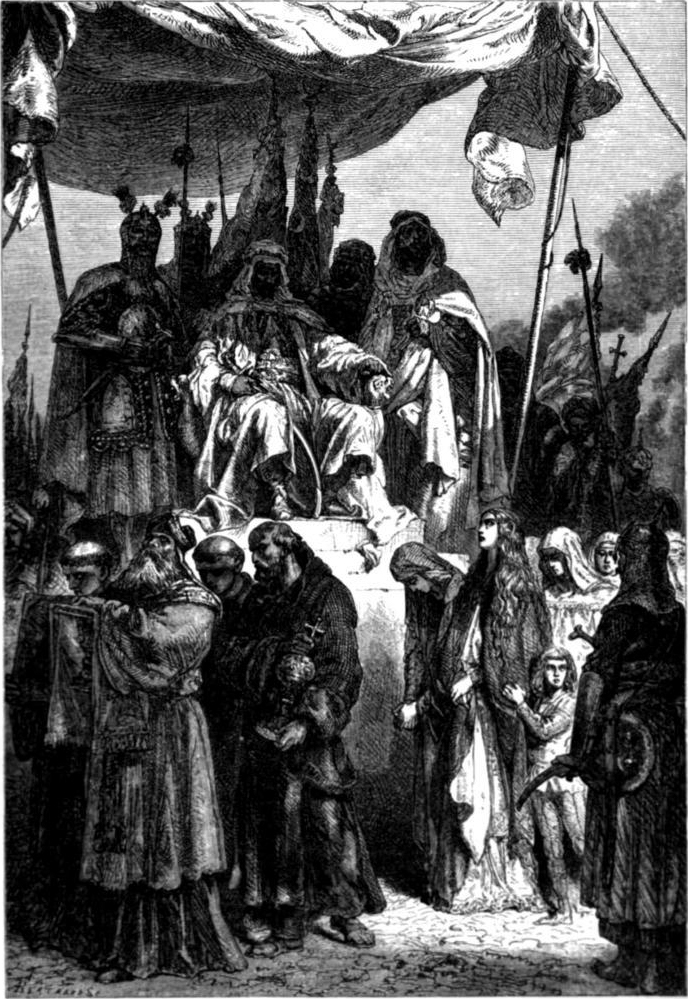
Els cristians abandonen Jerusalem sota la mirada de Saladí.

A la mort del soldà Nur-ad-Din Muhàmmad el 1174, Saladí, visir d'Egipte, es va proclamar soldà i va eliminar els fills del seu antecessor. Les seves ofensives contra Jerusalem van aconseguir poc fins a la mort del rei Balduí IV de Jerusalem, el leprós, però amb el nou rei, Guiu de Lusignan, les coses van canviar. El 1187, Saladí va anorrear l'exèrcit del Regne de Jerusalem en la batalla de les Banyes de Hattin, capturant el seu rei i els principals barons, i va conquerir Jerusalem, privada de defensors.
Els primers reforços per als croats van arribar de mà de Conrad de Montferrat, que va salvar Tir de la rendició. L'alliberat rei Guiu va assetjar Acre, mentre Saladí rendia fortaleses i ciutats. Tan sols van quedar en mans dels francs Antioquia, Trípoli, Tir, el Crac dels Cavallers i Qalaat Marqab.

## La croada
El bisbe de Tir, Joscius, portà a Sicília i a Roma la notícia de les derrotes cristianes, i Gregori VIII va decidir la reconquesta amb una nova croada. A tal efecte va publicar la butlla Audita tremendi, cridant a la Tercera Croada. La guerra entre Enric II d'Anglaterra i Felip II de França exigeix la negociació el gener del 1188 del Tractat de Gisors i recapten un delme especial per a la croada, retardada per la mort d'Enric i l'ascens al tron del seu fill Ricard Plantagenet.

### Croada alemanya

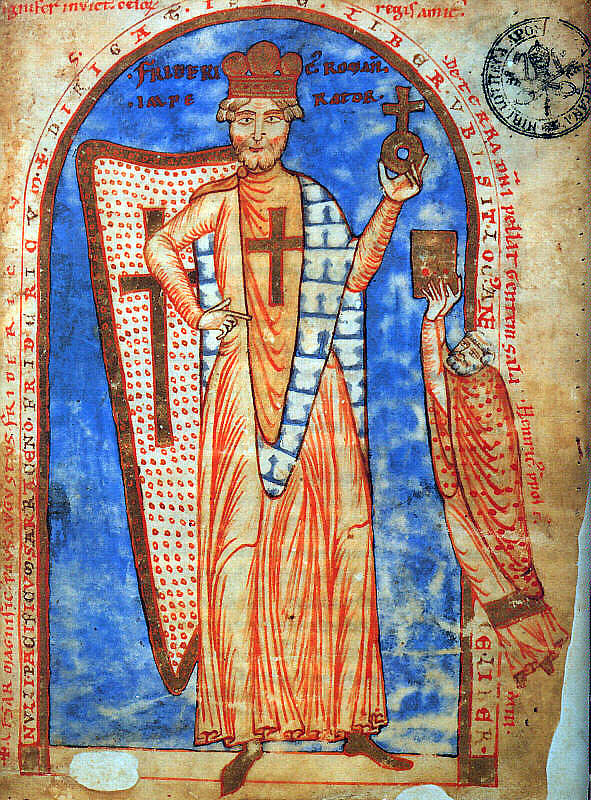
Frederic Barba-roja.

L'emperador Frederic Barba-roja va prendre la creu a Magúncia el 27 de març del 1188, i va partir de Ratisbona (actual Regensburg) pel maig del 1189, amb 100.000 homes.

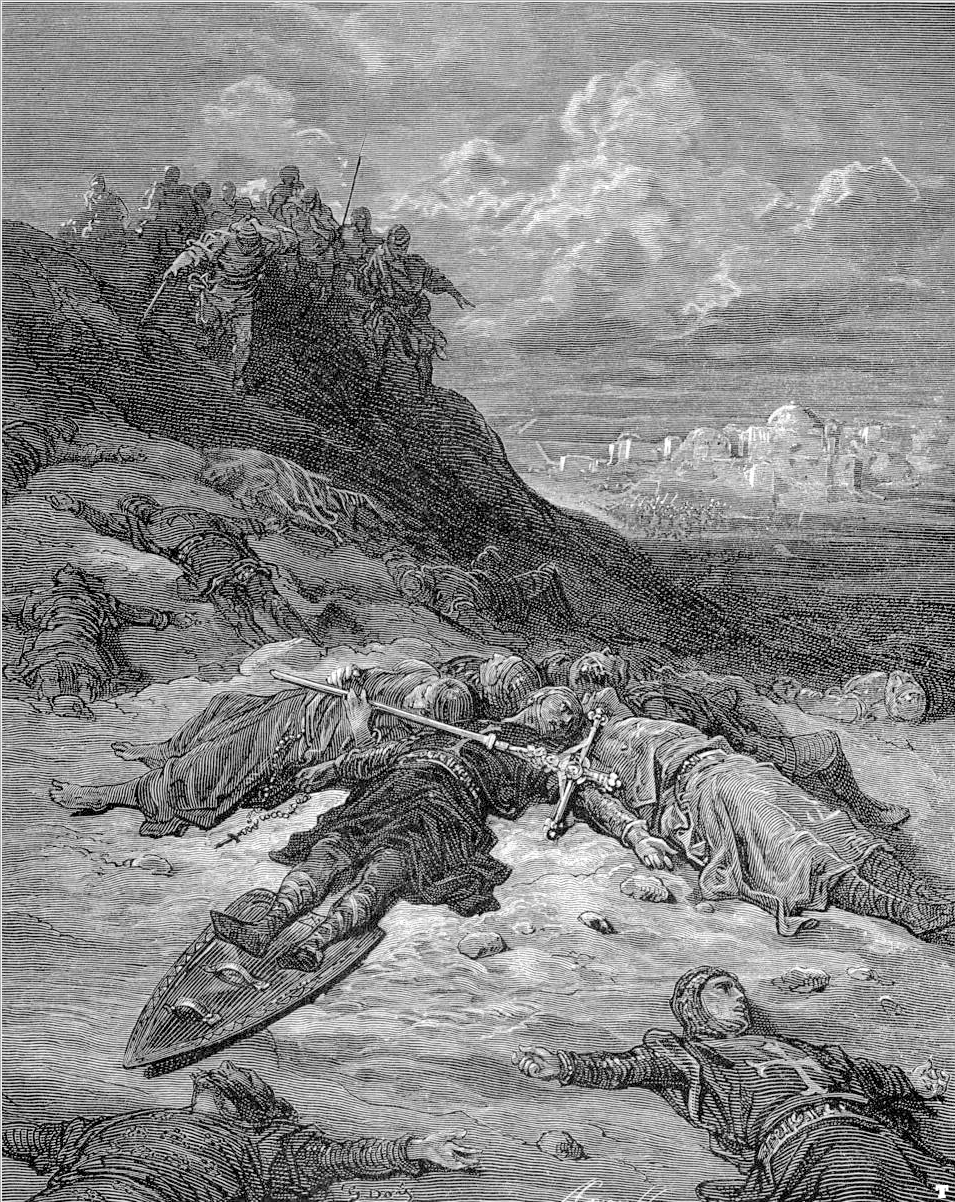
Mort de Frederic Barba-roja, pintura de Gustave Doré.

Frederic es va obrir pas pels territoris romans d'Orient i va morir el 10 de juny del 1190 ofegat al riu Saleph poc després de vèncer Qutb al-Din en la batalla d'Iconi, prenent la ciutat al soldà seldjúcida, Kilij Arslan II, però la majoria dels seus homes van tornar a Alemanya.

### La croada francoanglesa
Mentre el rei estava a Sicília, Enric II de Xampanya va liderar el contingent francès en el setge d'Acre. Després de disputes i retards, Ricard Cor de Lleó i Felip II de França es troben a Vézelay el 4 de juliol del 1190 i parteixen cap a Acre, se separen a Lió i embarquen el primer a Marsella i el segon a Gènova. Hivernen a Messina i tornen a marxar el març del 1191. Mentre l'expedició francesa es dirigeix directament a Acre, Ricard s'entreté conquerint Xipre a Isaac Comnè, ven l'illa a l'Orde del Temple i segueix fins a Acre.

#### El setge d'Acre

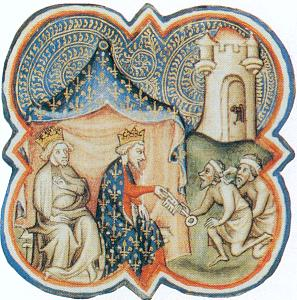
Rendició de Sant Joan d'Acre.

Ocupada per Saladí l'agost del 1189, el rei Guiu de Lusignan l'havia assetjat, reforçat amb la resta dels croats de l'expedició alemanya més contingents francesos. Felip II de França va afegir-se al setge el 20 d'abril del 1191 i Ricard dos mesos després, completant el setge de la ciutat. Van arribar dos contingents per via marítima, que de camí van capturar Alvor i capturar Silves a la dinastia almohade. La rivalitat entre els dos s'afegeix a la de Conrad de Montferrat i Guiu de Lusignan, tots dos pretendents a la corona de Jerusalem. Passats dos anys de setge, els defensors musulmans van fer saber a Saladí que no podien resistir més, i, havent fracassat l'intent de forçar el setge per part del soldà, els ciutadans es van rendir. Confirmat com a rei Guiu i establert que el seu hereu serà Conrad de Montferrat, Felip de França abandona la croada, deixant deu mil homes sota el comandament d'Hug III de Borgonya.

#### Les campanyes de Ricard Cor de Lleó

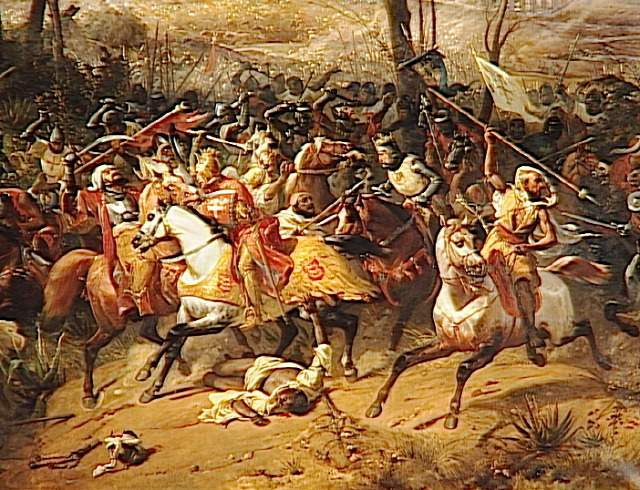
Batalla d'Arsuf, pintura d'Eloi Firmin Féron (1802-1876)

Ricard Cor de Lleó va fer massacrar tots els captius d'Acre quan Saladí no li va lliurar la relíquia de la Veracreu. Mentre Ricard Cor de Lleó fortificava Jaffa, i sense possibilitat de defensar la ciutat, Saladí va ordenar arrasar les muralles d'Ascaló per evitar que es convertís en un altre bastió croat. A continuació, Ricard Cor de Lleó va preparar el camí per la conquesta de Jerusalem amb l'ocupació del port de Jaffa després de la batalla d'Arsuf, i finalment, Ascaló el 23 de setembre del 1191.

Les conquestes cristianes de la Tercera Croada.

Ricard llavors inicià negociacions amb Saladí. Fracassades, marxà cap a Jerusalem, fins a arribar a Beit Nuba, a uns 20 quilòmetres. Templers, hospitalers i els barons convencen Ricard que Jerusalem es podia prendre, però sense reforços europeus no es podia defensar, i les línies de subministrament estarien tallades, per tant era millor negociar, i Ricard decideix restaurar Ascaló abans de tornar a intentar-ho.
La represa del conflicte entre Guiu de Lusignan, que acabarà per rebre el Regne de Xipre de Ricard, que l'havia recuperat de l'Orde del temple —incapaços de mantenir l'ordre de la població revoltada—, i Conrad de Montferrat, que fou reconegut rei, assassinat i substituït per Enric II de Xampanya, permet a Saladí tornar al combat. Ricard rep llavors (maig de 1192) notícies que el seu germà Joan sense Terra l'intenta destronar i prova una segona i darrera ofensiva sobre Jerusalem abans de marxar. A les seves portes, torna a dubtar i retrocedeix.

#### Tractat de pau definitiu entre Ricard i Saladí

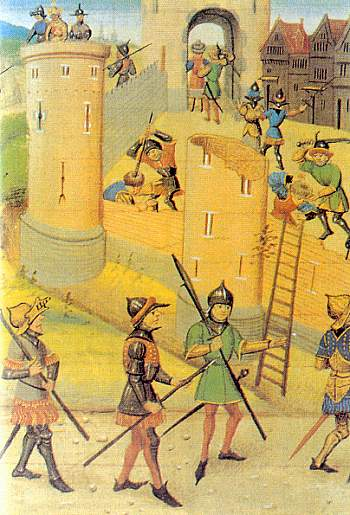
Saladí a l'assalt de Jaffa (Manuscrit de la Biblioteca de l'Arsenal).

Saladí ataca Jaffa, però Ricard el derrota, quedant clar que cap dels dos bàndols està en disposició de vèncer la guerra.
Les negociacions entre Ricard i Malek al-Àdil, germà de Saladí, porten a una partició del territori amb el Tractat de Ramla: el litoral, amb Sant Joan d'Acre, Jaffa i Ascaló per als cristians i les ciutats de l'interior amb Jerusalem per als musulmans. Amb presses per tornar a Anglaterra, Ricard accepta la pau amb Saladí el 2 de setembre del 1192, però amb la neutralització de les fortificacions de Gaza i Ascaló, exigida pel soldà, i el dret de pas dels cristians cap a Jerusalem.

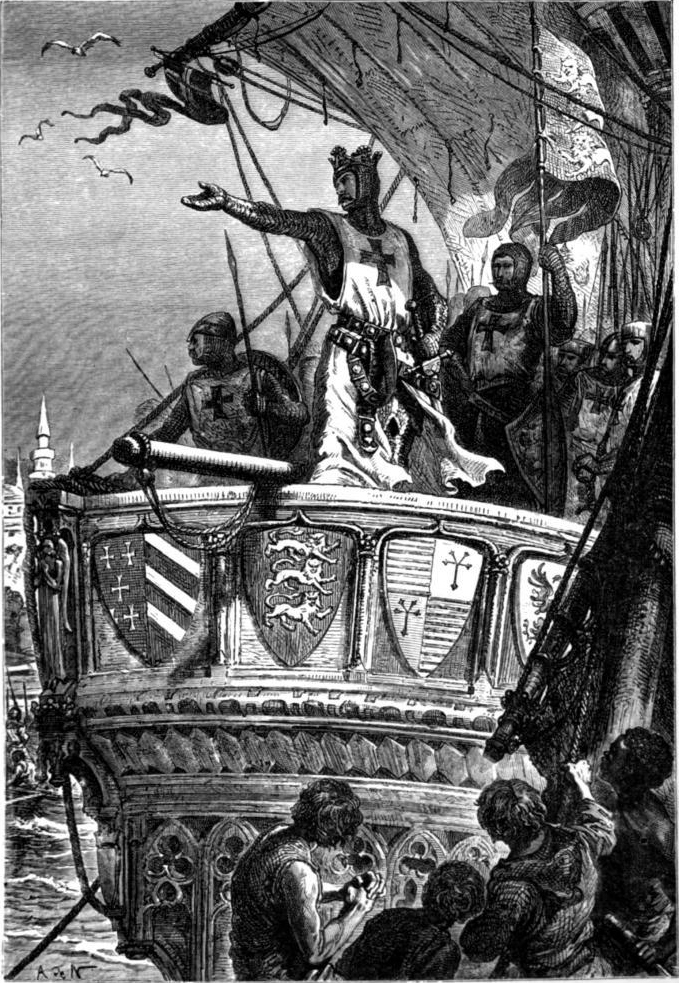
El retorn de Ricard de Terra Santa, pintura d'Alphonse de Neuville (1835-1885)

El 9 d'octubre, Ricard s'embarca cap a Europa, disfressat de templer. Fou, però, reconegut i capturat pel duc d'Àustria, amb qui s'havia enemistat durant el setge d'Acre, i va passar diversos anys captiu, fins que va pagar el seu rescat i va retornar a Anglaterra.

## Conseqüències de la croada
La Tercera Croada va permetre la consolidació (durant un segle) d'un estat croat costaner, amb capital a Acre, amb unes funcions econòmiques anàlogues a les de l'antic Regne de Jerusalem. Va ser un regne cada vegada més dependent del comerç i de les flotes de les repúbliques italianes, i amb un territori interior més feble, amb les fortaleses principals en mans de templers i hospitalers.
D'altra banda, la intervenció de reis occidentals enèrgics va crear el precedent d'una subordinació de la corona de Jerusalem a monarques llunyans: Frederic II, Carles d'Anjou, Lluís IX, etc.
També es crea un nou regne, el de Xipre, que servirà de base segura per a les croades i de refugi per als cristians quan caigui Acre; però que absorbeix (donada l'enemistat dels grecs que hi viuen) recursos militars.